# Axel Springer SE

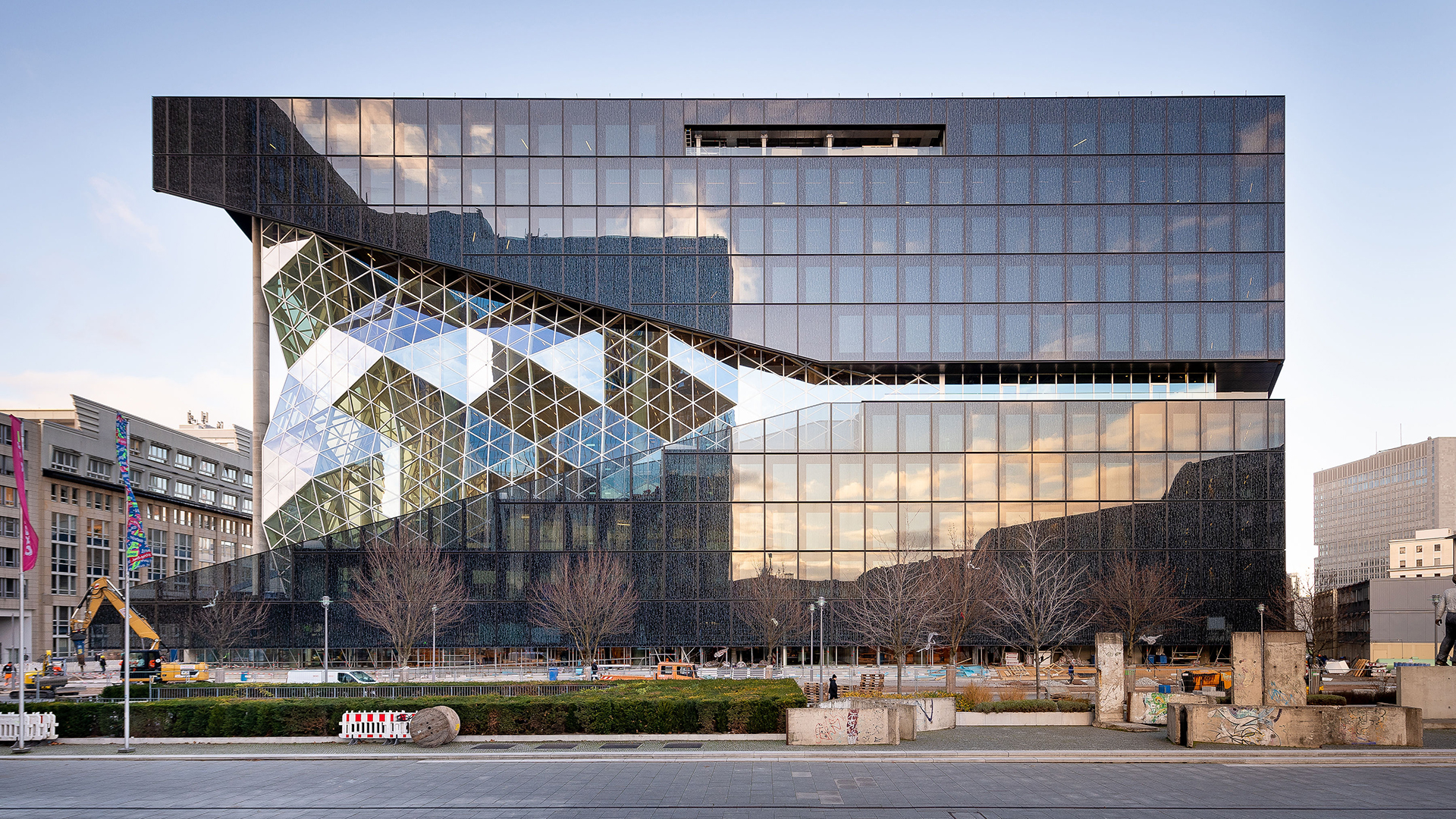
Axel-Springer-Neubau in Berlin (Ecke Zimmerstraße/Axel-Springer-Straße, direkt gegenüber dem Hauptsitz)

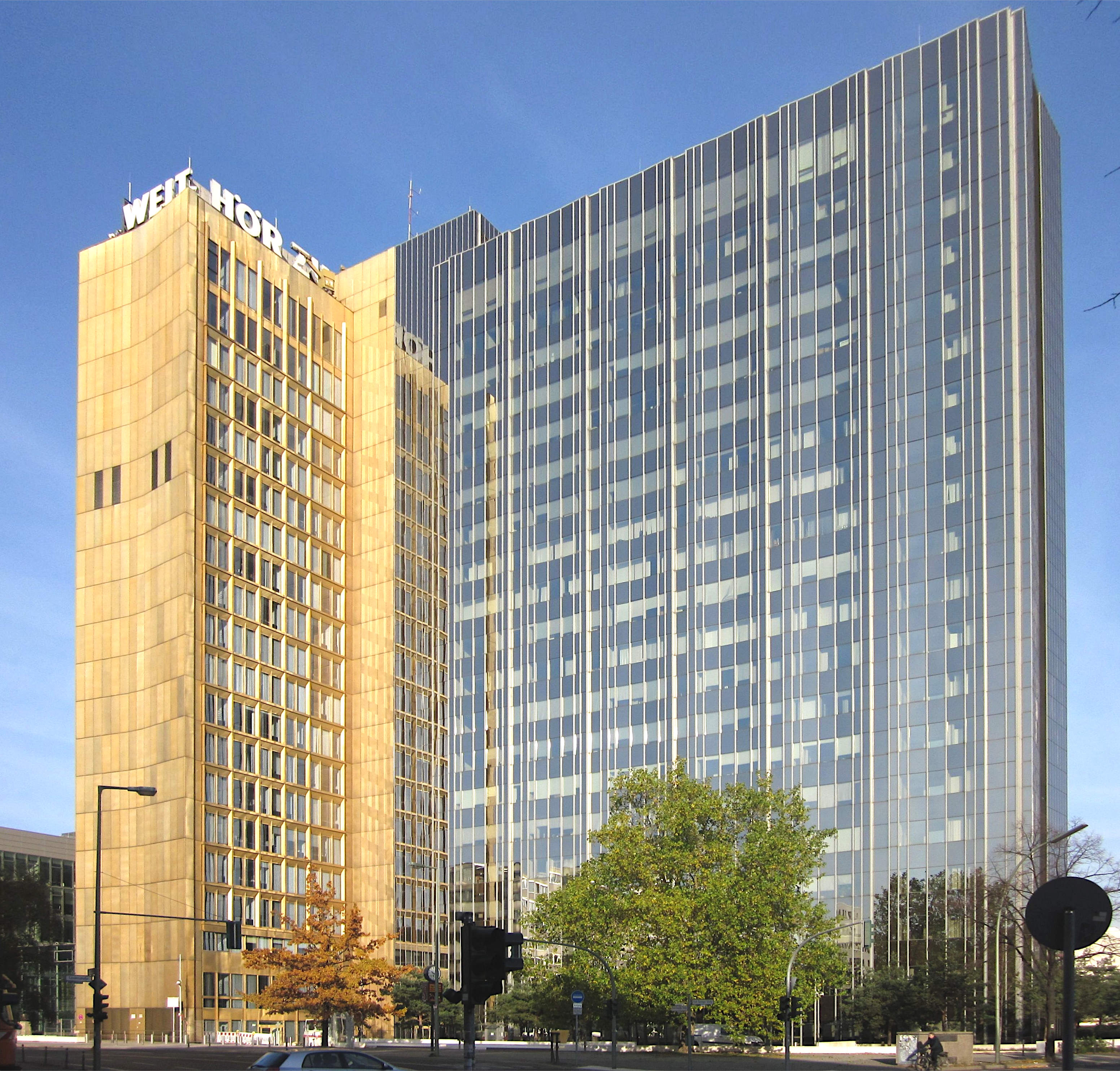
Axel-Springer-Hochhaus in Berlin (Ecke Rudi-Dutschke-Straße/Axel-Springer-Straße), Hauptsitz des Unternehmens seit 1967

Die Axel Springer SE mit Sitz in Berlin ist ein Medienkonzern mit mehreren multimedialen Marken wie Bild, Die Welt, Welt (Fernsehsender, früher N24), Business Insider, Politico, Fakt oder Blesk. Das Unternehmen ist mit Tochtergesellschaften, Joint Ventures und Lizenzen in mehr als 40 Ländern aktiv. Das Geschäft ist in die vier operativen Segmente Anzeigenplattformen (Classifieds Media), Inhalteerstellung und -finanzierung (News Media), Vermarktung (Marketing Media) sowie das Segment Services/Holding aufgeteilt. Digitale Aktivitäten tragen rund 73 % zum Umsatz bei.
Seit 2020 ist der US-Finanzinvestor Kohlberg Kravis Roberts größter Anteilseigner mit drei Sitzen im Aufsichtsrat. Seither ist Springer nicht mehr an der Börse notiert.

## Geschichte

### Nachkriegszeit

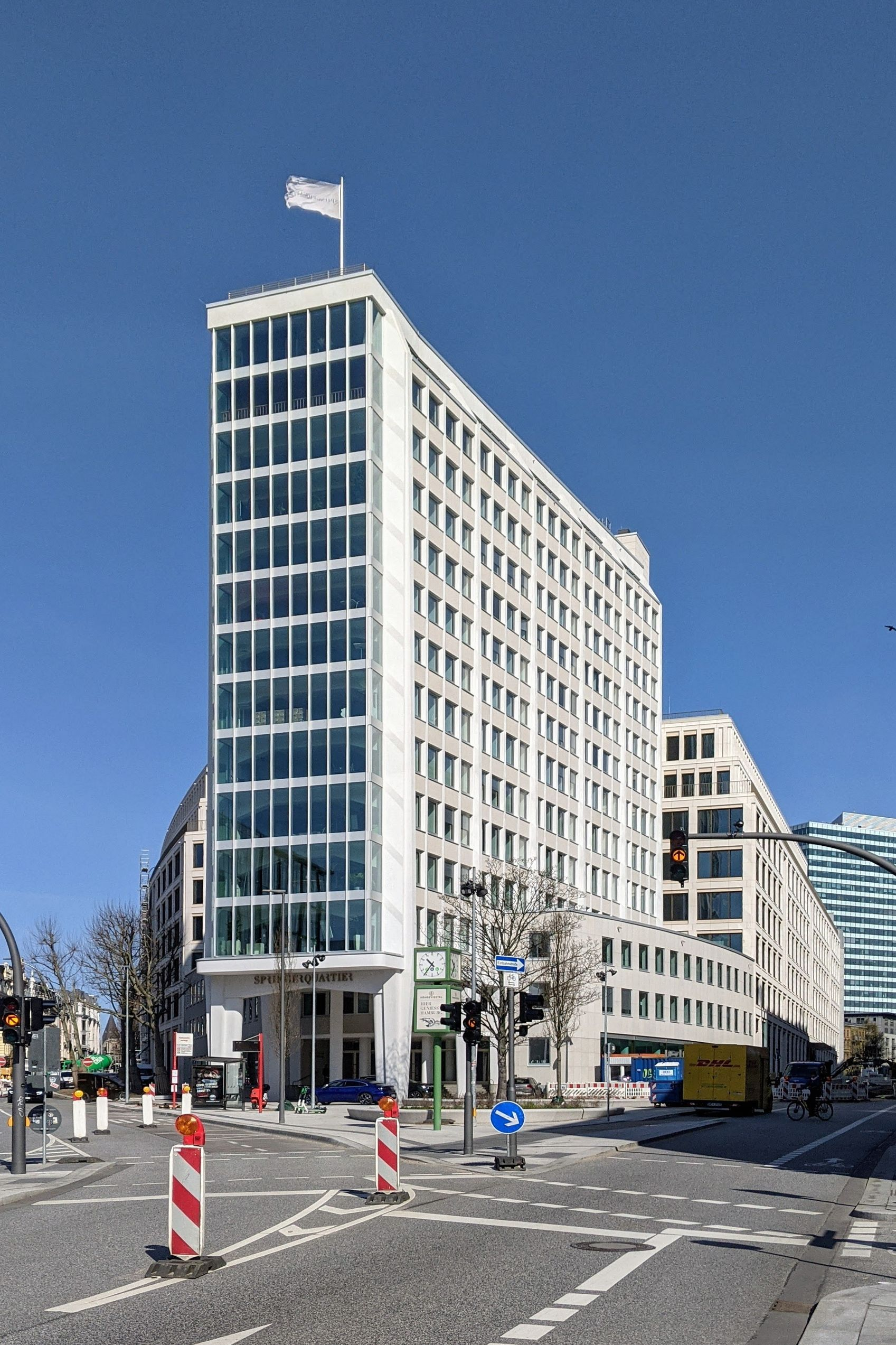
Springer-Hochhaus in Hamburg (2021), Hauptsitz des Unternehmens von 1956 bis 1967

Im Jahr 1946 gründeten Axel Springer und sein Vater, der Verleger Hinrich Springer, den Axel Springer Verlag (ASV) in Hamburg als eine GmbH. Erste Publikationen waren die Hör Zu! und die Nordwestdeutschen Hefte. In den nächsten Jahren folgten Bild und das Hamburger Abendblatt. Im Jahre 1953 erwarb Springer die Zeitung Die Welt, aus der die Welt am Sonntag und Das neue Blatt entstanden. Springer weitete 1959 seine Beteiligung am Ullstein Verlag, der in Berlin die Blätter B.Z. und Berliner Morgenpost herausgab, zur Aktienmehrheit aus.

### 1960er- und 1970er-Jahre
1968 wurde als Reaktion auf die sexuelle Revolution das Magazin Jasmin (Untertitel „Zeitschrift für das Leben zu zweit“) gegründet. Nach drei Monaten verkaufte Springer seine Münchner Zeitschriften-Tochtergesellschaft Kindler & Schiermeyer (Jasmin, Twen, Eltern und Bravo) an den Stuttgarter Verleger Hans Weitpert für einen Kaufpreis zwischen 70 und 80 Millionen Mark, außerdem das Neue Blatt an den Bauer-Verlag. Dem war der Günther-Kommissionsbericht zur Begrenzung der Marktanteile einzelner Verlage vorangegangen.
Der Verlag errichtete 1966 direkt an der Berliner Mauer in Berlin-Kreuzberg das Axel-Springer-Hochhaus als seinen Hauptsitz. Der Verlag wurde 1970 in eine Aktiengesellschaft umgewandelt.

### 1980er- und 1990er-Jahre
Verlagsgründer Axel Springer, der beim Börsengang 1985 49,23 Prozent der Verlagsanteile verkauft hatte, starb am 22. September desselben Jahres. In der Folge erwarb der Medienunternehmer Leo Kirch einen Aktienanteil in Höhe von 10 Prozent an dem Unternehmen, den er 1992 auf 26 Prozent erhöhte und im Juni 1993 auf dann insgesamt 40 Prozent erneut aufstockte.
Mit Sat.1 Text betrat der Verlag 1988 den Markt für neue Medien. Es folgten Beteiligungen am Telefondienstleister CompuTel sowie den Fernsehsendern Hamburg 1 und Business TV International.

### Neuausrichtung ab den 1990er-Jahren
Nach der Wiedervereinigung Deutschlands erweiterte der Verlag seine Aktivitäten im europäischen Ausland. Tochterfirmen und Beteiligungen in Mitteleuropa, Spanien, Frankreich und der Schweiz wurden gegründet und ausgebaut.
1999 erwarb der Konzern Beteiligungen an der Schwartzkopff TV-Productions und Studio Hamburg. Nach dem Zusammenschluss der Fernsehsender ProSieben und Sat.1 ist er an der ProSiebenSat.1 Media AG beteiligt.
Nach angemeldeter Insolvenz der Kirch-Gruppe schied Leo Kirch im Oktober 2002 aus dem Aufsichtsrat des Springer-Verlages aus. Das Kirch-Aktienpaket in Höhe von 40 Prozent wurde im Oktober zunächst von der Deutschen Bank und Friede Springer übernommen. Der Aktienbesitz der Deutschen Bank wurde 2003 an die US-amerikanische Private-Equity-Gruppe Hellman & Friedman (für 350 Mio. Euro, 19,4 Prozent) und Friede Springer verkauft. Die Witwe des Verlagsgründers hielt damit die einfache Mehrheit der Anteile an der Aktiengesellschaft.
Auf einer Hauptversammlung im April 2003 beschlossen die Aktionäre unter anderem eine Umfirmierung des Unternehmens in Axel Springer AG und ein neues Corporate Design.

### Die gescheiterte Übernahme von ProSiebenSat.1
Anfang 2005 war die Springer AG bereits am Hamburger Lokalsender Hamburg 1 sowie an zwei Produktionsgesellschaften beteiligt.
Im Sommer 2005 kündigte Springer an, es wolle den bisherigen Anteil an der ProSiebenSat.1 Media AG (die TV-Sender ProSieben, Sat.1, Kabel 1, N24, 9Live) erheblich ausweiten und neben allen (stimmberechtigten) Stammaktien auch rund ein Viertel der Vorzugsaktien erwerben. Das Gebot des Springer-Konzerns an die Investorengruppe um den US-Amerikaner Haim Saban betrug vier Milliarden Euro. Saban hatte 2003 die TV-Gruppe für preisgünstige 500 Mio. Euro erworben; der Springer-Konzern war vor einer (damals viel billigeren) Übernahme zurückgeschreckt.
Im November 2005 wurde die Übernahme vorläufig untersagt. Die Medienkommission KEK kritisierte ein Meinungsmonopol, wenn die Bild-Zeitung und ProSiebenSat.1 in einer Hand lägen. Als Kompromiss schlug sie einen Beirat vor, der die inhaltliche und wirtschaftliche Kontrolle über einen der beiden großen Sender ProSieben oder Sat.1 übernehmen sollte. In einem Zwischenbescheid des Bundeskartellamts im selben Monat wies dieses darauf hin, dass die Fusion aufgrund zu starker wirtschaftlicher Konzentration im Medienmarkt wahrscheinlich nicht genehmigungsfähig sei. Springer wollte jedoch die volle wirtschaftliche Kontrolle über die Sender behalten und auch keinen von beiden veräußern. Im Gegenzug bot das Unternehmen an, sich von Überkreuzbeteiligungen mit dem Medienkonzern Bertelsmann zu trennen und ferner die fünf Programmzeitschriften des Verlags zu verkaufen.
Das Angebot bewertete die KEK als nicht genügend und gab darum im Januar 2006 bekannt, dass sie die Springer-Übernahme der ProSiebenSat.1 Media AG als nicht medienkonzentrationsrechtlich unbedenklich bestätigen könne: Springer müsse sich entweder von der Bild-Zeitung trennen, oder einer der beiden großen TV-Sender (Sat.1 oder ProSieben) müsse vor einer Übernahme durch Springer aus dem Konglomerat herausgelöst werden. Darauf bot Springer am 11. Januar den Verkauf von ProSieben an, zog das Angebot aber am 16. Januar wieder zurück. Begründung: Springer könne vor der Übernahme keinen TV-Sender verkaufen, der ihm formaljuristisch ja noch gar nicht gehöre. Zudem schien Haim Saban dem Vorhaben ablehnend gegenüberzustehen, der die TV-Sender nur im Komplett-Paket abzugeben bereit schien.
Ende Januar 2006 verbot das Bundeskartellamt endgültig die Übernahme von ProSiebenSat.1 durch den Springer-Konzern. Dagegen konnte Springer nur noch auf zwei Wegen vorgehen: mit einer Klage gegen das Bundeskartellamt oder mit der Einholung einer Ministererlaubnis, die innerhalb eines Monats nach einem definitiven Votum des Bundeskartellamts zu beantragen gewesen wäre. Der Ministerentscheid hätte dann innerhalb von vier Monaten ergehen müssen.
Gegen den negativen Bescheid der KEK konnte hingegen nicht Springer, sondern ausschließlich eine der Landesmedienanstalten Einspruch einlegen. Diesen kündigten die Landesmedienanstalten Bayern und Rheinland-Pfalz am 26. Januar an. (Ein KEK-Votum kann mit einer Dreiviertel-Mehrheit der Stimmen der 15 Medienanstalten im Rahmen der Konferenz der Direktoren der Landesmedienanstalten aufgehoben werden.)
Im Februar 2006 erklärte der Springer-Konzern überraschend, dass er von seinen Übernahmeplänen endgültig Abstand nehme. Springer wollte sich nicht weiter einem langwierigen und in der Konsequenz unabsehbaren Prozedere unterwerfen. Man wende sich digitalen Märkten zu und wolle im Ausland expandieren. Dennoch gab das Verlagshaus am 24. Februar bekannt, dass es vor dem Oberlandesgericht Düsseldorf gegen die Entscheidung des Bundeskartellamts Beschwerde einlegen werde. Das Verfahren solle Rechtssicherheit für künftige Akquisitionen schaffen, da das Unternehmen bei Aufrechterhaltung der Untersagungsgründe kaum noch Raum sähe für Zukäufe in Deutschland.
Im November 2008, kurz vor der Urteilsverkündung der Klage, zeigte der Springer-Konzern nach wie vor großes Interesse an einem Einstieg ins Fernsehgeschäft. Als Möglichkeit dafür wurde nach wie vor die Übernahme der ProSiebenSat.1 Media AG genannt, als Alternative der Aufbau eigener Einheiten.
Im Mai 2007 kaufte der Konzern zusammen mit der PubliGroupe AG die Zanox.de AG. Dafür wurden rund 214,9 Mio. Euro bezahlt. Im Juni 2007 übernahm das zu Springer gehörende Zürcher Unternehmen Jean Frey die Zeitschriften Tele, TV4 und TV2 vom Schweizer Ringier-Verlag.
Ebenfalls im Juni 2007 kaufte der Konzern 41,4 % des französischen Frauen-Internetportalbetreibers auFeminin.com. Dafür bezahlte Springer 284 Mio. Euro.
Am 28. Juni 2007 wurde bekanntgegeben, dass Springer den Postdienstleister PIN Group für 510 Mio. Euro übernimmt. Im Dezember 2008 gab der Verlag bekannt, dass alle Veranstaltungen im Jahr 2009, darunter auch die Verleihungen der Goldenen Kamera, des Medienpreises Osgar und des Goldenen Lenkrads, sowie der Neujahrsempfang und das Sommerfest abgesagt werden. Begründet wurde die Absage mit der internationalen Finanzkrise. Der Verlag wolle mit der Sparmaßnahme Entlassungen verhindern.

### Gemeinschaftsunternehmen mit Ringier in Mitteleuropa

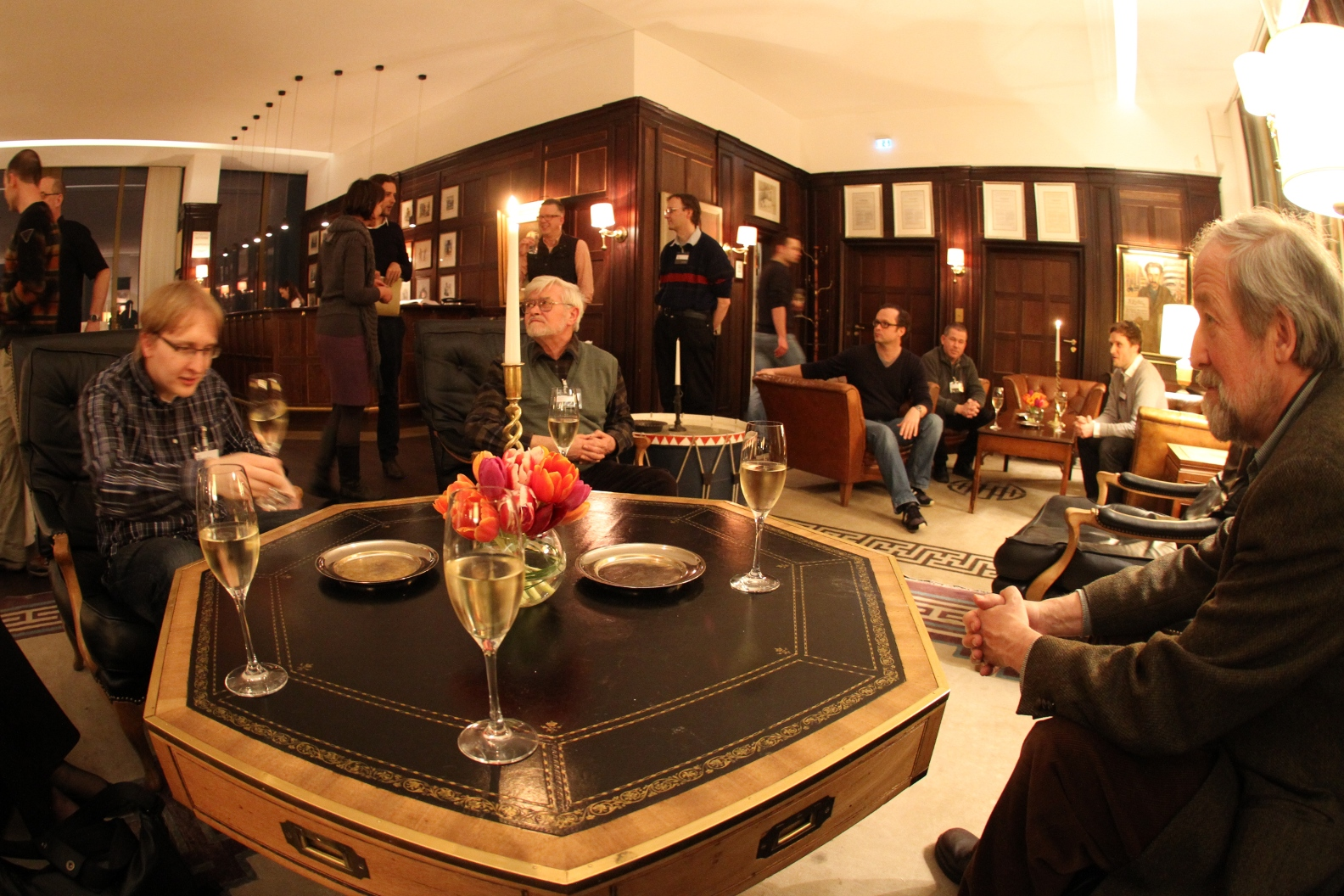
Journalistenclub im Axel-Springer Hochhaus

Im März 2010 gaben Springer und das größte Schweizer Medienhaus Ringier AG die Absicht zur Gründung einer gemeinsamen Holding-Aktiengesellschaft mit Sitz in Zürich bekannt, an der beide Unternehmen zu je 50 Prozent beteiligt sind. Die Axel Springer AG leistet in das Joint Venture eine Bareinlage in Höhe von 50 Mio. Euro und zahlt zudem rund 125 Mio. Euro Ausgleich an Ringier. In dieser Holding, die in drei bis fünf Jahren an die Börse gehen soll, werden künftig die Aktivitäten im mitteleuropäischen Markt der beiden Konzerne gebündelt. Die Axel Springer AG bringt das Geschäft seiner Tochtergesellschaften in Polen, Tschechien und Ungarn ein, Ringier sein Geschäft in Serbien, der Slowakei, Tschechien und Ungarn. Die beiden Unternehmen haben dort zusammen bereits über 100 Printtitel (34 Zeitungen, 73 Zeitschriften) und über 70 Online-Angebote auf dem Markt (Stand März 2010). Es käme auf Basis der Geschäftszahlen von 2009 auf einen Umsatz von etwa 414 Mio. Euro (500 Mio. Schweizer Franken) und ein EBITDA von 62 Mio. Euro (74 Mio. SFr) und eine Zahl von rund 4800 Mitarbeitern. CEO der Holding wird Florian Fels, der erst zum Jahresanfang 2010 von seinem Posten als CEO und Vorsitzender der Geschäftsführung von Axel Springer Polska zu Ringier gewechselt war und in der Konzernleitung CEO des neuen Konzernbereichs Mitteleuropa wurde. Vorsitzender des paritätisch besetzten Verwaltungsrats wird Ralph Büchi, Präsident von Axel Springer International. 2002 war der Axel Springer AG ein Interesse am Kauf der Ringier AG nachgesagt worden. Zum 1. Juli 2007 hatte Springer über die Schweizer Tochtergesellschaft Jean Frey AG die deutschsprachigen TV-Programmzeitschriften TELE, TV4 und TV2 von Ringier erworben.

### Seit 2010

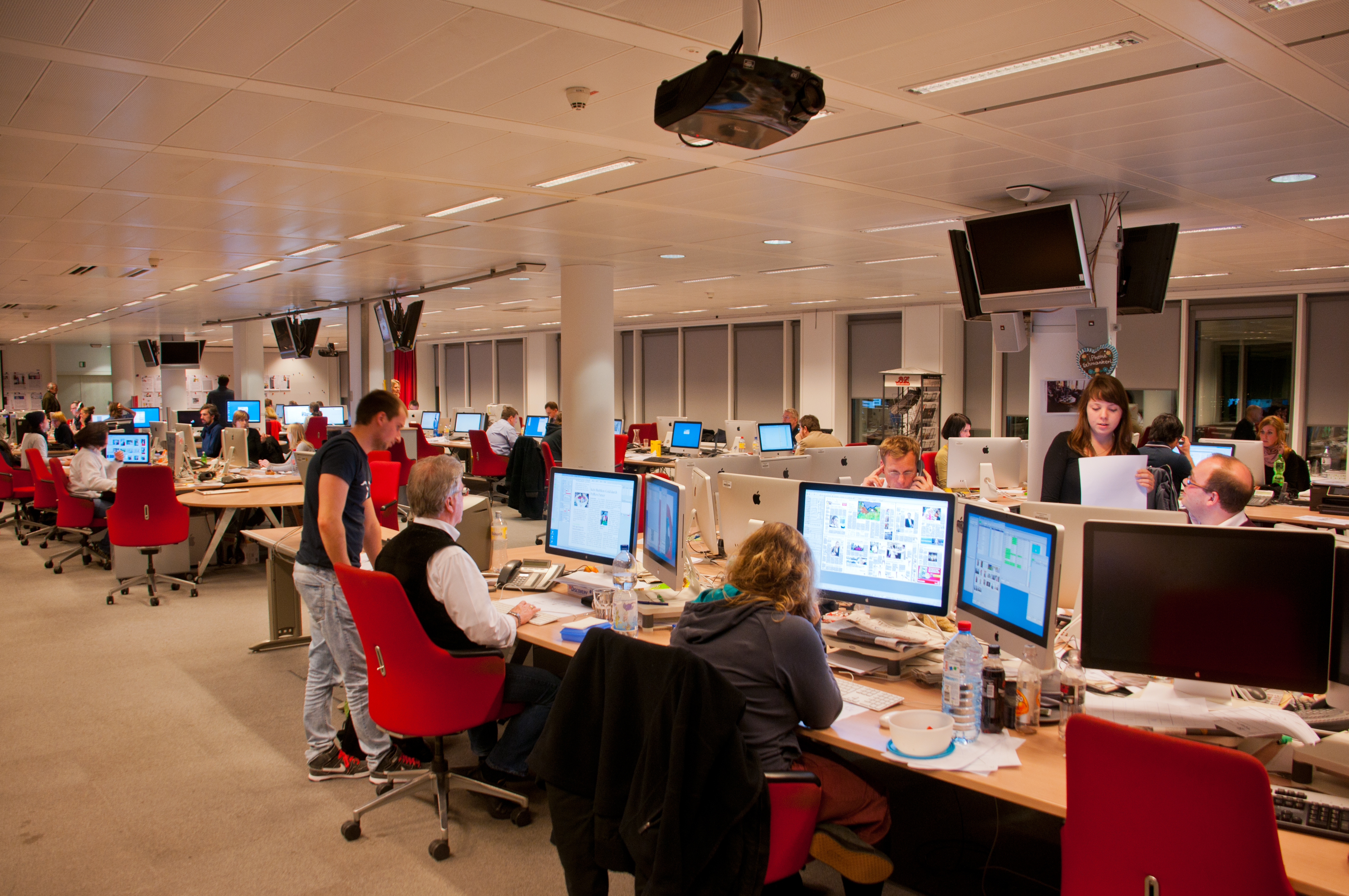
Redaktionsraum

Im März 2010 genehmigten die russischen Kartellbehörden die Übernahme der Russland-Tochter des Zeitschriftenkonzerns Gruner + Jahr durch Axel Springer Russia. Hierzu gehören russische Ausgaben der Titelfamilie Geo (Geo, Geo Lenok, Geo Traveller) und die Gala Biografia, die unter demselben Titel in Lizenz weitergeführt werden sollen, sowie die Internet-Portale dieser Titel. Axel Springer Russia verlegt bereits die russischen Lizenzausgaben des Forbes Magazine, der Computer Bild sowie das über Prominente berichtende Magazin OK! und betreibt auch die zugehörigen Internet-Portale.
80 Prozent der Russland-Tochter sollten 2015 wegen eines neuen Gesetzes wieder verkauft werden, da es ausländischen Verlagen nicht gestattet ist, mehr als eine Beteiligung von 20 Prozent an russischen Massenmedien zu halten. Axel Springer wollte (Stand 2015) 80 Prozent der Anteile seiner Tochtergesellschaft an die Artcom Media Group von Alexander Fedotow verkaufen. Die restlichen Anteile soll laut Axel Springer seine bisherige Russland-Generaldirektorin Regina von Flemming übernehmen.
Im Dezember 2013 gab das Unternehmen die Umwandlung von einer AG in eine Europäische Aktiengesellschaft (Societas Europaea/SE) bekannt. Der Verlag begründete diesen Schritt damit, dass „die neue Rechtsform … die europäische und internationale Marktausrichtung des Unternehmens unterstreichen und erleichtern“ solle.

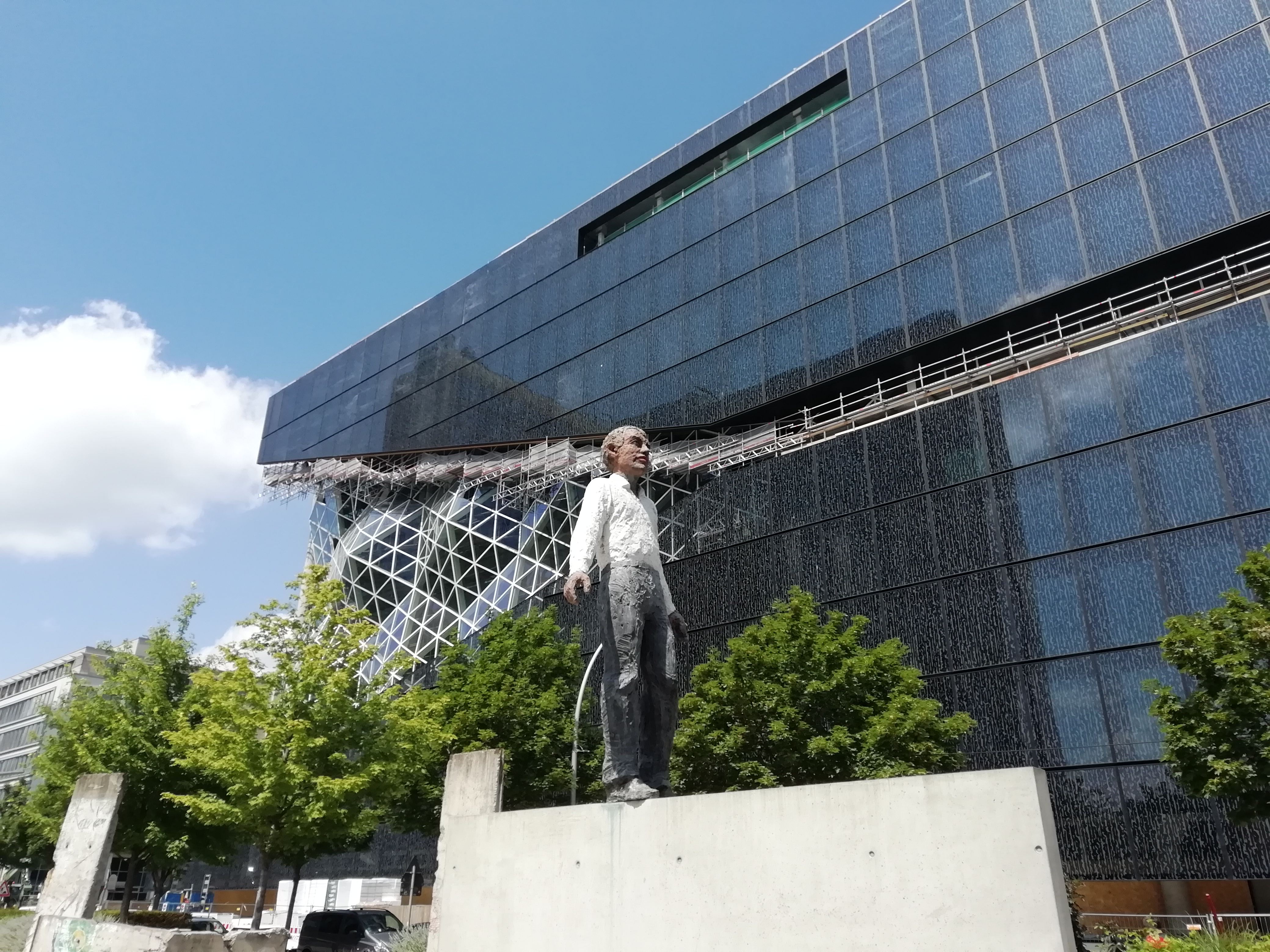
Axel-Springer-Neubau am 1. Juli 2019

Ab April 2016 ließ die Axel Springer SE in Berlin neben dem Axel-Springer-Haus an der Ecke Zimmerstraße/Axel-Springer-Straße auf einem rund 10.000 m² großen Grundstück ein neues Verlagsgebäude errichten. Entworfen wurde der Neubau von dem Architekten Rem Koolhaas. Laut Springers Selbstdarstellung soll „[d]ie außergewöhnliche Architektur […] nicht nur für die Zukunft des Arbeitens (stehen), sie ist auch Symbol für die digitale Transformation von Axel Springer.“ Die Grundsteinlegung fand am 2. Mai 2017 statt. Das dreizehngeschossige Bürogebäude soll mit einer Gesamtmietfläche von 52.000 m² rund 3500 Mitarbeitern als Arbeitsplatz dienen. Im Juli 2017 wurde bekannt, dass Springer die Immobilie für 425 Millionen Euro an den norwegischen Staatsfonds, die Norges Bank Real Estate Management verkauft hat. Nach Fertigstellung des Gebäudes erfolgte am 19. Dezember 2019 die symbolische Schlüsselübergabe. Ab dem Frühjahr 2020 zogen nach und nach diverse Bereiche und Unternehmen der Axel Springer SE ein.

### Einstieg von KKR
Im Juni 2019 gab das Unternehmen den Abschluss einer Vereinbarung mit der US-amerikanischen Beteiligungsgesellschaft KKR bekannt. Darin kündigt KKR ein freiwilliges Übernahmeangebot in Höhe von 63 Euro je Aktie an, welches das Unternehmen mit EUR 6,8 Mrd. bewertet.
KKR gab die Anteile 2025 mit Gewinn weiter.
KKR erreichte im August 2019 einen Anteil von 42,5 %. Weil dadurch der Streubesitz auf unter 5 % fiel, wurde die Aktie im August 2019 aus dem Börsenindex MDAX ausgeschlossen. Mit Ablauf des 6. April 2020 ist die Aktie nicht mehr an der Frankfurter Wertpapierbörse notiert. Auch der Handel im Freiverkehr an den Wertpapierbörsen Berlin, Düsseldorf, Hannover, München und Stuttgart sowie Tradegate Exchange wurde in der Folge beendet.
2025 gaben die Investoren KKR und CPP Investments ihre Anteile an Springer ab. The Stepstone Group und Aviv wurden unabhängige Joint-Venture-Unternehmen unter Mehrheitsbeteiligung von KKR und CPP. Die Springer SE ist als Minderheitsaktionär mit zehn Prozent an beiden Unternehmen beteiligt. Als Haupteigentümer der Axel Springer SE halten Friede Springer und der Vorstandsvorsitzende Mathias Döpfner zusammen 95 % Anteile. 5 % liegen bei Axel Sven Springer, einem Enkel des Gründers, und der Friede-Springer-Stiftung.
Printmedien sind im 21. Jahrhundert von der Zeitungskrise betroffen und zeigen sinkende Auflagen. Das Digitalgeschäft kompensiert seit etwa 2010 Rückgänge im Print. Im ersten Halbjahr 2023 machten die digitalen Erlöse 85,5 % des Konzernerlöses aus. Zuwächse in den Medienmarken gibt es bei Politico. Ansonsten wächst vor allem der Recruiting-Markt, darunter StepStone.

### Aufspaltung
Im September 2024 gab die Axel Springer SE die Entscheidung bekannt, die Unternehmensstruktur aufzuspalten in ein familiengeführtes Medienunternehmen einerseits und das „Classifieds“-Geschäft (Kleinanzeigen) andererseits. Das künftige Medienunternehmen (bestehend aus der Bild-Gruppe, Business Insider, Politico, Welt-Gruppe, idealo, Bonial, Morning Brew, Dyn Media, Emarketer sowie dem Joint Venture Ringier Axel Springer Polska) soll zu 98 % im Besitz von Friede Springer und Mathias Döpfner sein, die restlichen Anteile behält Axel Sven Springer, ein Enkel des Firmengründers. Das „Classifieds“-Geschäft (The Stepstone Group, AVIV, finanzen.net, Awin) soll zu eigenständigen Gemeinschaftsunternehmen werden, in denen KKR und CPP Investments (der Investmentarm des kanadischen Pensionsfonds Canada Pension Plan) die Mehrheitsaktionäre, die Axel Springer SE Co-Minderheitsaktionärin und die Enkelkinder von Axel Springer beteiligt sind. Noch vor der Aufspaltung im November 2024 gab die Axel Springer SE bekannt, dass sie sich vollständig von Finanzen.net trennt. Die Anteile an dem Finanzportal wurden an das britische Private-Equity-Unternehmen Inflexion verkauft. Finanzen.net soll bei dieser Transaktion mit rund 400 Millionen Euro inklusive Schulden bewertet worden sein.

## Publikationen, Beteiligungen, Vermarktung, Grundsätze

### Publikationen
Das bisherige Kerngeschäft war der Verlag und Rollenoffsetdruck von Tageszeitungen und Zeitschriften. Hierbei waren neben den auch heute noch zu Springer gehörenden überregionalen Blättern Bild und Die Welt und der Berliner Boulevardzeitung B.Z. bis April 2014 vor allem die Berliner und Hamburger Lokalzeitungen Berliner Morgenpost und Hamburger Abendblatt nennenswert. Neben der Hörzu verlegte das Unternehmen die Fernsehzeitschriften BildWoche, Funk Uhr, TV Neu und TV Digital. Dazu kamen eine Reihe von Special-Interest-Zeitungen unter der Marke „Bild“.
Im Juli 2013 gab Springer bekannt, dass sie eine Reihe von Zeitschriften (Hörzu, TV Digital, Funk Uhr, Bildwoche, TV Neu, Bild der Frau und Frau von heute) sowie die Tageszeitungen Berliner Morgenpost und Hamburger Abendblatt für insgesamt 920 Millionen Euro zum 1. Januar 2014 an die Funke Mediengruppe verkaufen werde. Vom Kaufpreis fließen bei Vollzug des Geschäfts allerdings erst 660 Millionen Euro an Springer, die restlichen 260 Millionen Euro Kaufpreis bekommt Funke vom Verkäufer selbst als Darlehen gestellt. Am 27. Juli 2013 gab der Konzern auch den Verkauf des französischen Zeitschriftenverlags PGP an die französische Reworld Media bekannt. Die Übernahme der Regionalzeitungen und Frauenzeitschriften wurde vom Bundeskartellamt im Dezember 2013 ohne Einschränkungen erlaubt, der Verkauf der Programmzeitschriften wurde schließlich am 29. April 2014 unter Auflagen genehmigt. So musste sich Funke verpflichten, mehrere Titel an die Mediengruppe Klambt weiterzuverkaufen.
Im September 2015 gab die Axel Springer SE ihre Partnerschaft mit Samsung Electronics Co. Ltd. bekannt, aus welcher im März 2016 die News-Aggregator-Plattform upday hervorging.
Springer übernahm im August 2021 die digitale News-Website Politico und die auf den Technologiesektor spezialisierte News-Website Protocol vom Eigentümer und Gründer Robert Allbritton. Der Kaufpreis lag bei über einer Milliarde US-Dollar (knapp 850 Mio. Euro) – es war damit die bis dahin größte Springer-Investition. Die New York Times berichtete im Oktober 2021 über Hintergründe zum Machtmissbrauch des Bild-Chefredakteurs Julian Reichelt und verwies darauf, dass es sich um einen Mitarbeiter des neuen Politico-Besitzers handele.

### Beteiligungen

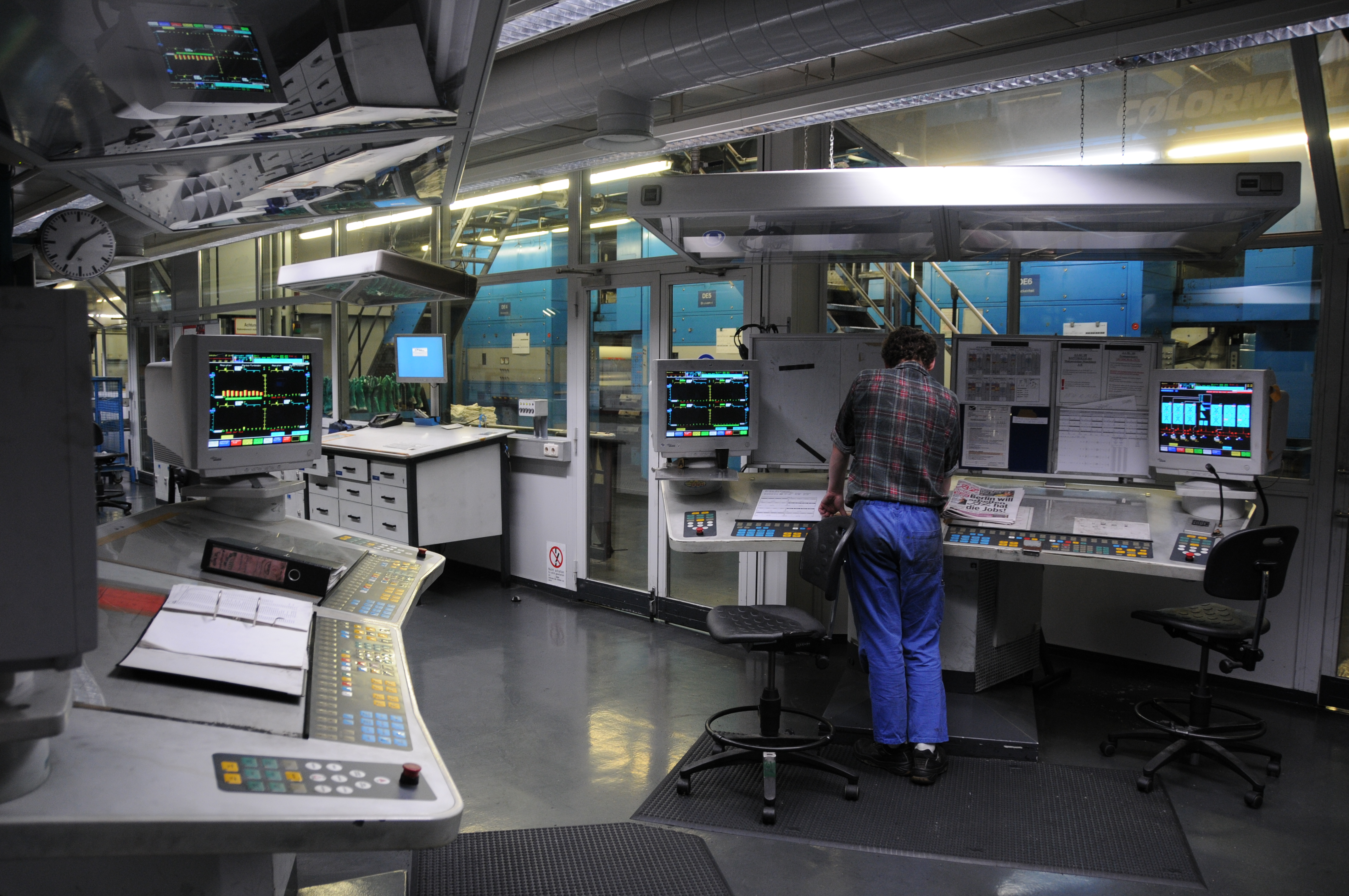
Druckmaschinen in Berlin-Spandau

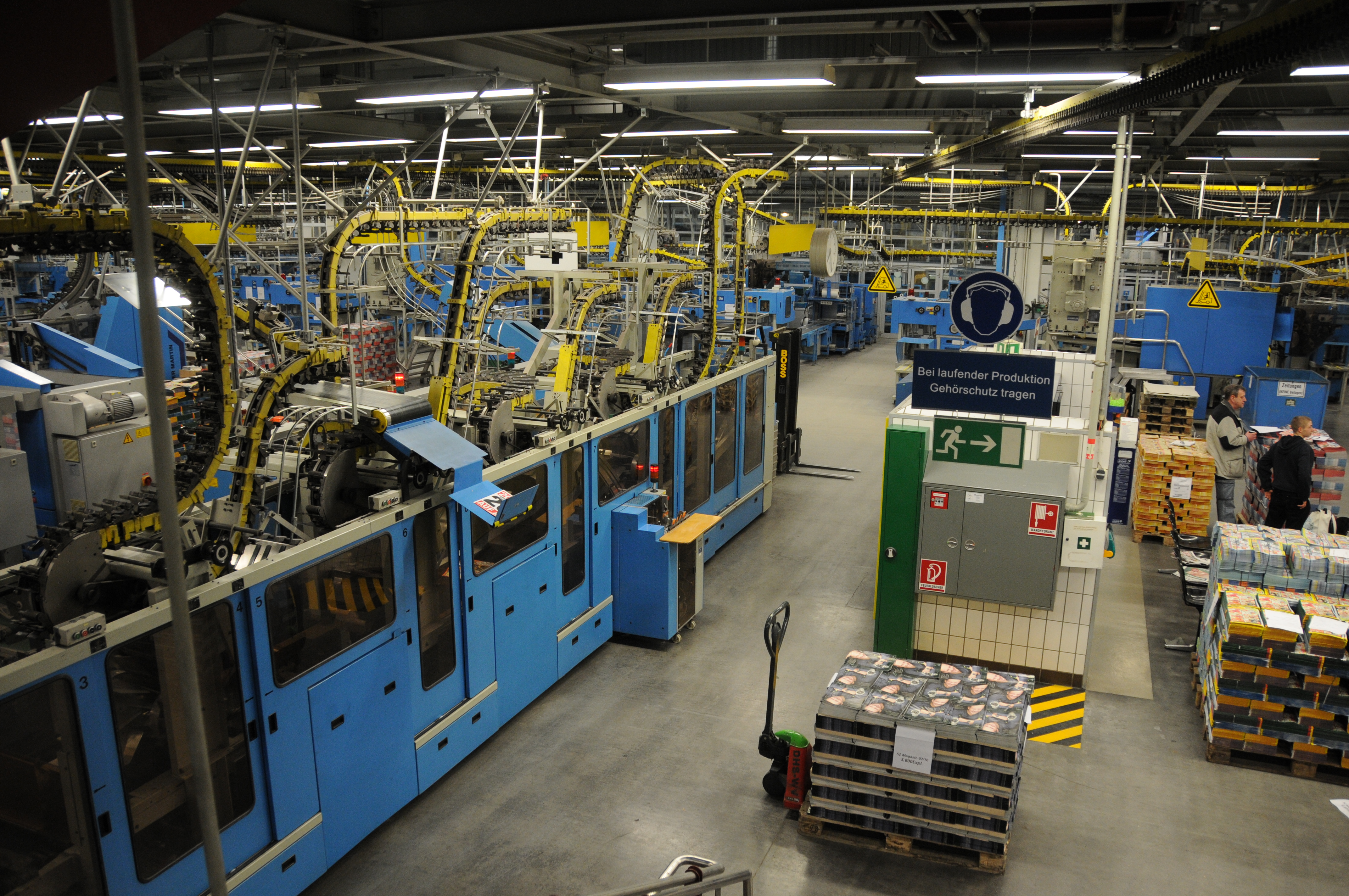
Sortieranlagen

Neben dem Kerngeschäft besitzt das Unternehmen eigene Druckereien und ist am Pressegroßhandel beteiligt. In den letzten Jahren wurden Beteiligungen an Online-Diensten erworben. Zunehmend stellt sich das Unternehmen auf den Online-Journalismus und die neuen Medien im Allgemeinen ein, indem sie bezahlungspflichtige Inhalte im Internet und für das Handy anbietet.

### Vermarktung
Seit Januar 2008 bündelt der Geschäftsbereich Axel Springer Media Impact die Vermarktung nationaler Medienangebote der Unternehmensgruppe. Zu diesen Medienangeboten gehört beispielsweise das Kleinanzeigenportal quoka.de. Mit über 500 Mitarbeitern erzielte der Vermarkter 2009 einen Gesamtumsatz von mehr als 500 Mio. Euro. Der nationale und regionale Anzeigenverkauf im mittleren und kleinen Kundensegment wird von der Tochtergesellschaft Axel Springer Media Impact Dienstleistungs-GmbH bedient.

### Grundsätze
1967 formulierte Axel Springer fünf weltanschauliche Grundsätze, die für jeden Mitarbeiter bis heute als verbindlich erklärt werden. Nach der Wiedervereinigung am 3. Oktober 1990 wurde der erste Grundsatz geändert. Nach den Terroranschlägen vom 11. September 2001 wurde der heutige dritte Grundsatz verfasst und um 2020 (genaues Datum unbekannt) erneut angepasst. In der heutigen Version lauten die Grundsätze:

„1. Wir treten ein für Freiheit, Rechtsstaat, Demokratie und ein vereinigtes Europa.

„2. Wir unterstützen das jüdische Volk und das Existenzrecht des Staates Israel.

„3. Wir befürworten das transatlantische Bündnis zwischen den Vereinigten Staaten von Amerika und Europa.

„4. Wir setzen uns für eine freie und soziale Marktwirtschaft ein.

„5. Wir lehnen politischen und religiösen Extremismus und jede Art von Rassismus und sexueller Diskriminierung ab.“

## Aktionäre

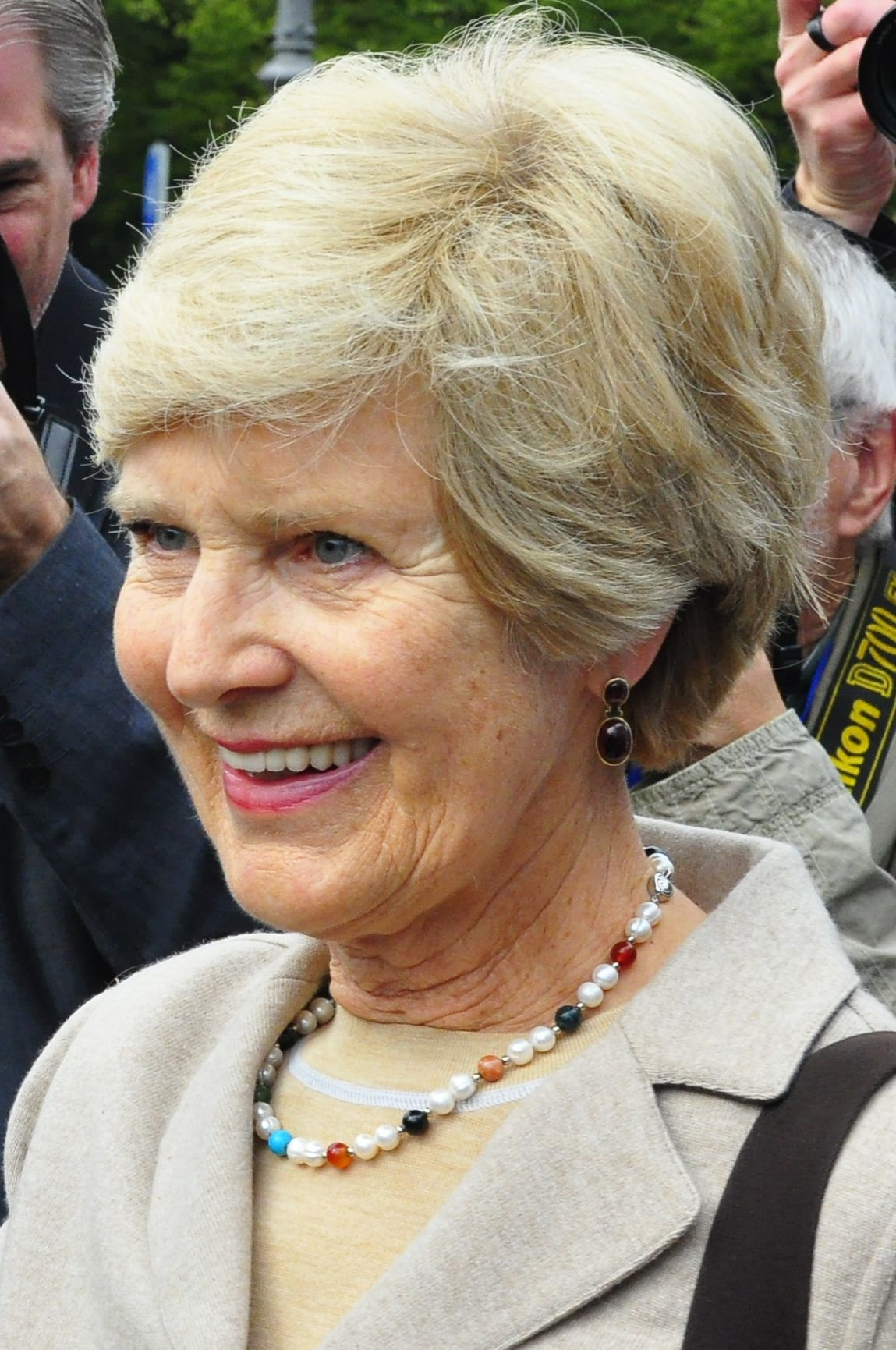
Friede Springer (2014)

| Anteil | Anteilseigner                                          |
| ------ | ------------------------------------------------------ |
| 35,6 % | KKR (Kohlberg Kravis Roberts & Co.)                    |
| 22,5 % | Friede Springer (Stimmrechte an M. Döpfner übertragen) |
| 21,9 % | Mathias Döpfner                                        |
| 12,9 % | CPPIB (Kanadischer Pensionsfonds)                      |
| 5,0 %  | Axel Sven Springer                                     |
| 1,0 %  | Ariane Melanie Springer                                |
| 1,0 %  | Friede Springer Stiftung                               |

### Ehemalige Mitglieder aus dem Aufsichtsrat und Vorstand

#### Ehemals Aufsichtsrat
- Iris Knobloch (2018–2019)
- Alexander Karp (2018–2019)
- Nicola Leibinger-Kammüller (2010–2019)
- Giuseppe Vita (Vorsitz 07/2002[47] bis 04/2019,[48] Mitglied 06/2001–04/2019)[49]
- Lothar Lanz (2014–2019)
- William E. Ford, auch bekannt als Bill Ford[50] (08/2016–04/2018)[51][52]
- Rudolf Knepper (01/2013–04/2018)[52]
- Wolf Lepenies (2004–2008/2016)
- Gerhard Cromme (2002–2014)
- Michael Otto (mind. seit 2000–2014)
- Klaus Krone (2002–2014)
- Brian M. Powers (Aufsichtsrat November 2003 bis Mai 2010)[53]
- Bernhard Servatius (Aufsichtsratsvorsitzender von 1985 bis 30. Juni 2002)[54]
- Leo Kirch (Juli 1993 – Oktober 2002)
- Axel Sven Springer (Aufsichtsrat Juni 2001 bis 20. April 2005)
- Leonhard Fischer (Aufsichtsrat 2002 bis 19. April 2007)
- Michael Lewis (Aufsichtsrat 19. April 2007 bis 30. September 2012)[55]
- Heinrich V. Prinz Reuss (stellv. Aufsichtsratsvorsitzender 1973–1980)[56]
- Eberhard von Brauchitsch (stellv. Aufsichtsratsvorsitzender 1971–1973)[57]
- Christian Kracht senior (stellv. Aufsichtsratsvorsitzender bis 1971 und 1980 bis 1983)[58]
- Heinz Ullstein (1970 bis 1971)

#### Ehemals Vorstand
- Andreas Wiele (Vorstand von 2000–2020)
- Lothar Lanz (Vorstand Finanzen 2009–2014)
- Ralph Büchi (Vorstand Internationales 2012–2014)
- Steffen Naumann (Vorstand November 2001 bis April 2009)[59]
- Hubertus Meyer-Burckhardt (Vorstand Dezember 2001 bis Juni 2004)
- Claus Larass (Vorstand 1998 bis 2003)
- August A. Fischer (Vorstandsvorsitzender von Januar 1998 bis Dezember 2001)[60][61]
- Rudolf Knepper (08/1994–12/2011)[62]
- Jürgen Richter (Vorstandsvorsitzender von Mai 1994 bis 31. Dezember 1997)[63][64]
- Günter Prinz (ab 1991 stellvertretender Vorstandsvorsitzender und von 1993 bis 1994 Vorstandsvorsitzender)[65]
- Günter Wille (Vorstandsvorsitzender 1991 bis November 1993)[66]
- Peter Tamm (Vorstandsvorsitzender von 1968[67] bzw. 1982 bis 10. Juli 1991)[68]
- Erhard van Straaten (Vorstand von 1985 bis August 1991)
- Hans-Peter Scherrer (Vorstand bis 31. August 1991)
- Christian Herfurth (Vorstand bis 31. August 1991)
- Wolfgang Müller (Vorstand bis 31. August 1991)[66]

## Ausbildung
Der Konzern betreibt seit 1986 in Hamburg und Berlin eine eigene Journalistenschule, die seit 2007 unter dem Namen Axel Springer Akademie firmiert, und bildet in mehreren kaufmännischen und technischen Berufen aus.

### Auszeichnungen
- Der Axel-Springer-Preis für junge Journalisten ist ein Journalistenpreis, der seit 1991 jährlich von der Axel Springer Akademie vergeben wird. Die Preisverleihung findet jeweils am 2. Mai, dem Geburtstag des 1985 verstorbenen Gründers Axel Springer in Berlin statt.
- Anlässlich des Treffens des Art Directors Club (ADC) in Berlin vergibt die Axel Springer AG seit 1993 jährlich einen „Journalistenpreis für wegweisende Printwerbung“.

## Kontroversen und Medienkritik
Der Axel-Springer-Verlag war und ist oft im Brennpunkt der Kritik, einerseits wegen der weit überproportionalen Menge an Rügen des Presserats gegenüber dem, den öffentlichen Eindruck aufgrund seiner Auflage prägenden Boulevardblatts BILD. Seit Beginn der Statistik 1986 ist Bild die am meisten gerügte Zeitung mit 233 Rügen bis zum ersten Quartal 2021.
Ein weiterer Reibungspunkt ist die mutmaßliche Übermacht im deutschen Pressemarkt.

### Redaktionelle Befangenheit und angebliche Verbindungen zu US-Geheimdiensten
Laut der Germanistin Gudrun Kruip von der Stiftung Bundespräsident-Theodor-Heuss-Haus verbreiten die Axel Springer SE und ihre Tochterunternehmen eine stark proamerikanische Sichtweise, in der Kritik an der US-Außenpolitik weitgehend fehlt. In einem Interview mit The Nation vom Juni 1982 behaupteten zwei ehemalige CIA-Offiziere, dass Axel Springer in den frühen fünfziger Jahren 7 Millionen USD von der CIA erhalten habe, um mit seinem Verlag amerikanische geopolitische Interessen zu unterstützen. Springer stimmte angeblich zu und begann, die redaktionelle Ausrichtung auf die Unterstützung der US-Außenpolitik auszurichten. Obwohl keine schlüssigen Beweise aufgetaucht sind, hält Kruip die Behauptungen der CIA-Offiziere für glaubwürdig, da Springer laut seiner eigenen Autobiografie bei der Gründung des Verlags kein Geld hatte und es daher unwahrscheinlich war, dass er den rasanten Aufstieg ohne „Geld von außen“ finanzieren konnte. Ab 2021 nennt die Axel Springer SE auf ihrer eigenen Website die „Solidarität mit den libertären Werten der Vereinigten Staaten von Amerika“ als eines ihrer Kernprinzipien. Viele Wissenschaftler und unabhängige Beobachter unterstellen dem Verlag und seinen Tochtergesellschaften bis heute eine „Unterwürfigkeit gegenüber amerikanischen geopolitischen Interessen“.

### Proteste gegen die „Springer-Presse“ in den 1960er Jahren
Für die außerparlamentarische Opposition war der Springer-Verlag aufgrund seiner exponierten politischen und wirtschaftlichen Stellung ein Objekt radikaler Kritik. Am 1. Februar 1968 trat an der FU Berlin ein „Springer-Tribunal“ zusammen, auf dem Peter Schneider als Redner auftrat: „Reden wir davon, welche Verbrechen an der Gesellschaft die Springer-Presse begeht, und warum Springer, den wir ja nicht eigentlich aufhängen, noch nicht einmal ins Gefängnis stecken, den wir ja nur in irgendeinem produktiven Beruf, beispielsweise als Herrenschneider, beschäftigt sehen möchten, warum Springer enteignet werden muss“. In der Folgezeit entfaltete sich eine weitreichende Kampagne gegen die „Springerpresse“. Neben seiner marktbeherrschenden Stellung warf man Bild vor allem den „Mißbrauch der Pressefreiheit zur Volksverhetzung“ vor. In der Folgezeit wurde „Enteignet Springer“ zu einer zentralen Parole der 68er-Bewegung. Die Anti-Springer-Kampagne wurde, wie Peter Schneider später berichtete, unter anderem von den mit Springer konkurrierenden Verlegern Rudolf Augstein, Henri Nannen und Gerd Bucerius finanziell unterstützt.
Namhafte Intellektuelle aus linken und liberalen Kreisen wie Theodor Adorno, Hans Paul Bahrdt, Heinrich Böll, Peter Brückner, Ludwig von Friedeburg, Eugen Kogon, Golo Mann, Alexander Mitscherlich, Heinrich Popitz, Helge Pross und andere unterzeichneten eine Erklärung, in der es hieß: „Das Bündnis von bedenkenlosem Konsumjournalismus und wiederauflebender nationalistischer Ideologie, das die demokratisch engagierten Studenten und Intellektuellen seit Jahren als ‚Linksmob‘, ‚Eiterbeule‘, ‚akademische Gammler‘, ‚Pöbel‘, ‚geistige Halbstarke‘, ‚Neurotiker‘, ‚Schreier‘ und ‚Schwätzer‘ verunglimpft, droht das Selbstverständnis der Deutschen in einer Welt der friedlichen Verständigung, der fortschreitenden Aufklärung und Zusammenarbeit auch zwischen verschiedenen Gesellschaftssystemen abermals zu zerstören.“
Die Proteste verschärften sich nach dem Attentat auf Rudi Dutschke am 11. April 1968 durch Josef Bachmann. Entgegen verbreiteter Darstellung bezeichnete die Bildzeitung Rudi Dutschke zwar nicht als „Staatsfeind Nr. 1“, doch der Bundesvorstand des Sozialistischen Deutschen Studentenbundes machte den Berliner Senat und die Springer-Zeitungen für das Attentat verantwortlich: „Wir betrachten diejenigen, die das Attentat auf Dutschke möglich gemacht haben, als die wirklich Schuldigen und werden sie zur Rechenschaft ziehen.“ Am Tag des Attentats riefen Demonstranten vor dem Springer-Hochhaus: „Springer – Mörder.“
Bei den folgenden „Oster-Unruhen“ wurde die Auslieferung von Springer-Zeitungen aus den Druckereien bundesweit blockiert. Dabei kam es zu den damals schwersten gewaltsamen Konfrontationen zwischen Demonstranten und Polizeikräften in der Geschichte der Bundesrepublik. Springer-Kritiker zogen historische Parallelen zum Niedergang der Weimarer Demokratie, der von Mordhetze in den Zeitungen und politischen Attentaten geprägt war. Zuvor hatten Zeitungen des Springer-Verlags wiederholt betont, die Studentenbewegung, deren Protestform des „Happenings“ von Joseph Goebbels vorweggenommen worden wäre, entspreche „genau dem Wesen des Faschismus“.
Weniger als eine Woche nach dem Dutschke-Attentat und den „Oster-Unruhen“ jubelte die Bildzeitung: „Endlich! Schnellgerichte gegen die Rädelsführer!“, als ein Münchner zu sieben Monaten Gefängnis verurteilt wurde, da ihm zur Last gelegt wurde, „sich an einer SDS-Aktion gegen den Verlag beteiligt“ zu haben.

### Kritik in der Literatur
Heinrich Böll veröffentlichte 1974 seine Erzählung Die verlorene Ehre der Katharina Blum, in der er die Boulevardpresse scharf kritisierte. Böll geriet selbst in die Schusslinie der Springer-Blätter, wofür Günter Grass den Verlag scharf kritisierte und sich jahrzehntelang weigerte, diesem Interviews oder Abdruckrechte zu erteilen, bis sich der Verlag bei Bölls Familie entschuldigte.
1977 arbeitete Günter Wallraff dreieinhalb Monate lang als Redakteur bei der Bild-Zeitung. In seinem Erfahrungsbericht Der Aufmacher. Der Mann, der bei „Bild“ Hans Esser war weist er der Bild-Zeitung schwere journalistische Versäumnisse und unsaubere Recherchemethoden nach. Die Axel Springer AG verklagte Wallraff daraufhin mehrfach erfolglos.

### Rechtschreibreform
Die Rechtschreibreform von 1996 wurde von vielen Journalisten des Verlags abgelehnt. Nachdem die Reform 1999 zunächst übernommen worden war, entschied man sich 2004 für eine eigene, an die „klassische Rechtschreibung“ angelehnte Hausorthografie. Diese wurde im August 2005 noch einmal erweitert auf rund 350 Seiten. Zugleich wurde eine öffentlichkeitswirksame Kampagne gegen die Reform gestartet („Schlechtschreibreform“).
Im März 2006 gab der Konzern bekannt, den Beschluss der Kultusministerkonferenz vom 2. März für die reformierte Rechtschreibung entsprechend den Vorschlägen des Rats für deutsche Rechtschreibung ab dem 1. August für alle Erzeugnisse zu übernehmen, jedoch bei optionalen Schreibweisen weitgehend die „klassische“ Rechtschreibung anzuwenden. Die frühere Ablehnung kommentierte Mathias Döpfner in der Süddeutschen Zeitung mit folgenden Worten: „Der Ansatz war völlig richtig. Wir haben aber die politische Wirkung unterschätzt. Das war naiv. Denn sofort begannen die Angriffe, ein Kartell habe sich Rechte angemaßt, was allein dem Parlament und dem Gesetzgeber zustehe. Warum haben Politiker eigentlich mehr Rechte als die, die von Sprache leben: Schriftsteller, Journalisten, Verleger?“ Er übersah dabei, dass das Recht an der Sprache allen Menschen gleichermaßen zukommt und nicht nur der Verlagswirtschaft, so dass ein Eingriff der Repräsentanten des Volkes selbstverständlich möglich ist. Schließlich gab der Verlag im Juni 2006 seine Meinung auf und sagte zu, bei allen Medien den Schreibempfehlungen des Duden zur reformierten Rechtschreibung zu folgen.

### Umgang mit illegalen Siedlungsgebieten im Westjordanland
2024 berichtete The Intercept über eine Anzeige des zur Axel Springer SE gehörende Kleinanzeigenportal Yad2, die mit einer Persiflierung der Parole „From the River to the Sea“ für über das Portal verfügbare Immobilien in ganz Israel und den palästinensischen Autonomiegebieten warb, ohne eine entsprechende Differenzierung des Staatsgebiets vorzunehmen. Zudem sollen auf dem Portal Häuser und Grundstücke in illegalen Siedlungen im Westjordanland inseriert worden sein. Der Konzern verwies auf die Meldefunktion der Plattform. Die Firma Yad2 bewarb zudem die Maklerfirma Harey Zahav, welche mehrmals durch Vernichtungs- und Annexionsfantasien gegenüber Gaza auffiel und in einer Werbeanzeige etwa mögliche künftige Siedlungen in einem entvölkerten Gazastreifen zeigte.

### Kritik an der Berichterstattung zum Nahostkonflikt
Eines der Unternehmensgrundsätze des Axel-Springer-Verlages lautet „Wir unterstützen das jüdische Volk und das Existenzrecht des Staates Israel“. Das NDR-Magazin ZAPP kritisierte Springer 2024 allerdings dafür, aus diesem Grundsatz abzuleiten, „dass man Palästinenser und alle, die sich kritisch gegenüber Israel äußern, ‚diskreditieren muss und dass man sozusagen dagegen dann auch anschreibt‘.“ Vorausgegangen waren Umfrageergebnisse, wonach die Hälfte der Befragten die deutsche Berichterstattung zum Nahostkonflikt als nicht vertrauenswürdig ansehen.